# Ermita de San Isidro (Villamayor de Santiago)
La ermita de San Isidro es una ermita situada en Villaverde, antigua villa poblada por los Saavedra, en el municipio de Villamayor de Santiago (España). Se trata de una construcción del siglo XVI de estilo renacentista. La ermita es la antigua iglesia inacabada de la antigua población de Villaverde, situada a 5 kilómetros de la cabecera municipal, y en principio iba a ser dedicada a Santiago Apóstol.
Por la festividad de San Isidro se organiza una romería, con misa y procesión.